# Bank BGŻ
Bank BGŻ was een Poolse continentale wielerploeg, die uitkwam in de continentale circuits van de UCI. 

## Bekende renners
- Dariusz Baranowski (2008-2009)
- Łukasz Bodnar (2012-2013)
- Artur Detko (2008-2009 en 2011)
- Błażej Janiaczyk (2012-2013)
- Krzysztof Jeżowski (2011)
- Mateusz Komar (2007-2009)
- Tomasz Lisowicz (2011)
- Robert Radosz (2006 en 2009)
- Jarosław Rębiewski (2011)
- Radosław Romanik (2005-2011)
- Dariusz Rudnicki (2009)
- Marek Rutkiewicz (2009)
- Tomasz Smoleń (2012-2013)
- Mariusz Witecki (2012-2013)